# Tetrix tenuicornis
Espèce
Synonymes
- Tetrix nutans Hagenbach, 1822
- Tettix tenuicornis Sahlberg, 1891
- Acrydium bipunctatum explicatum Ebner, 1910
- Tetrix antennata Steinmann, 1964
- Tetrix undulata australis Bey-Bienko, 1964
- Tetrix pisarskii Bazyluk, 1963

Tetrix tenuicornis est une espèce d'insectes orthoptères de la famille des Tetrigidae. Elle est appelée Tétrix des carrières ou Tétrix des sablières ou Tétrix longicorne.

## Distribution
Cette espèce se rencontre de l'Europe de l'Ouest jusqu'à l'océan Pacifique.
En France métropolitaine, elle réside dans presque tout le territoire sauf la Bretagne et la Corse. Dans le sud de la Belgique, elle se rencontre notamment dans l'Entre Sambre-et-Meuse.

## Habitat
Xérophile, ce Tétrix fréquente les carrières, les sablières, les pentes rocailleuses à la végétation pauvre, les pelouses sèches.

## Description

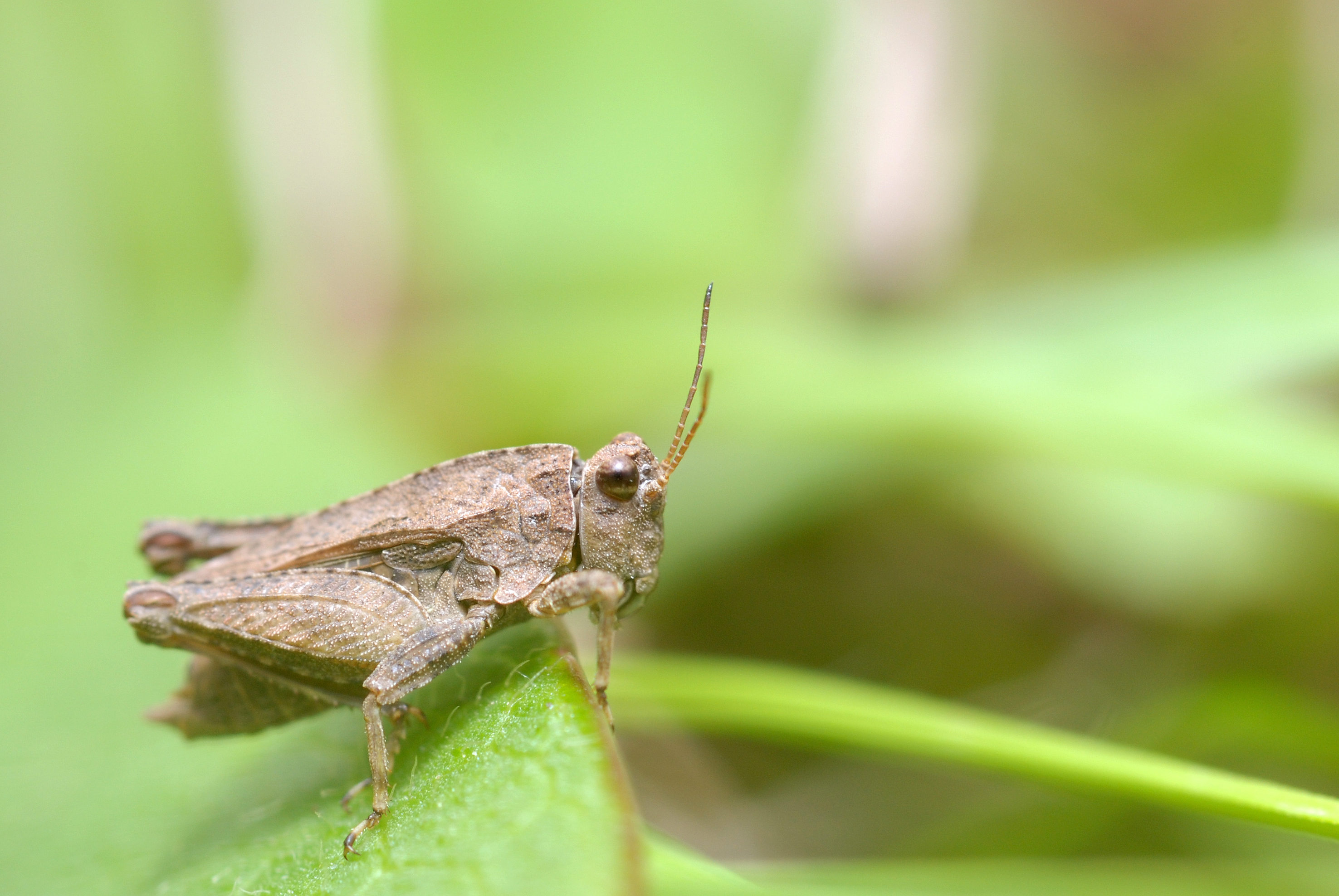
Tetrix tenuicornis.

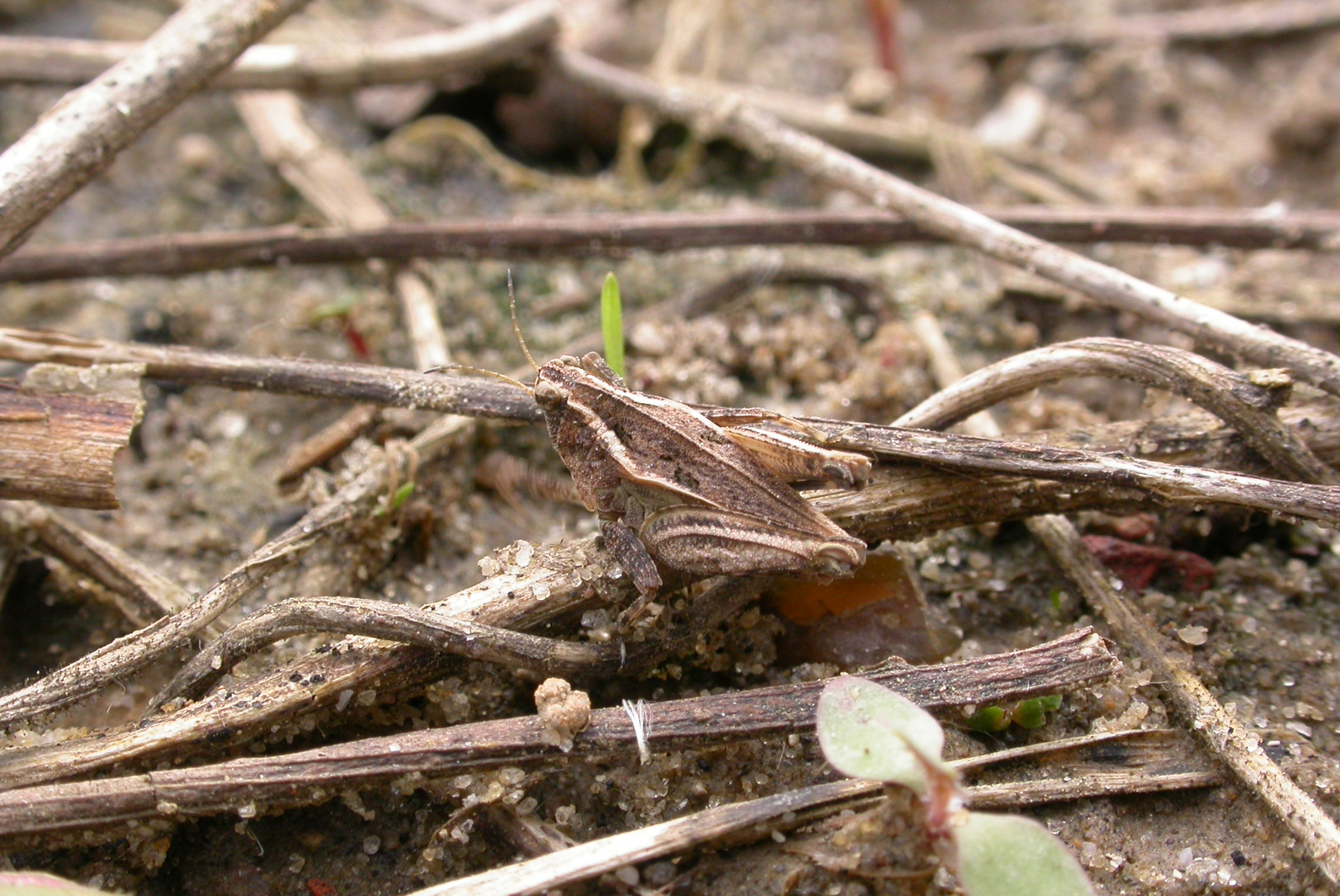
Tetrix tenuicornis.

Corps long de 8 à 10 mm. C'est un insecte herbivore aux couleurs très variées (brun jaune, brun noir, gris, diversement tacheté), le rendant très mimétique sur le sol ou certaines écorces. Comme Tetrix bipunctata, le pronotum porte souvent deux taches noires à sa base; les ailes postérieures atteignent presque l'extrémité de la saillie pronotale. Les antennes sont plus grêles (d'où le nom scientifique d'espèce) et plus longues que chez les autres Tetrix.

## Liste des sous-espèces
Selon Orthoptera Species File (11 juillet 2018) :
- Tetrix tenuicornis explicata (Ebner, 1910)
- Tetrix tenuicornis tenuicornis (Sahlberg, 1891)

## Systématique et taxinomie
Cette espèce a été décrite sous le protonyme Tettix tenuicornis par Johan Reinhold Sahlberg en 1891.

## Publications originales
- Sahlberg, 1891 : Om de finska arterona af Orthopterslagtet Tettix Charp. Memoranda Societatis pro Fauna et Flora Fennica, vol. 19, p. 43-48.
- Ebner, 1910 : Eine für Österreich neue Orthopterenform. Wiener Entomologische Zeitung, vol. 29, p. 314-315.